# Майків
Ма́йків — село в Україні, у Гощанській селищній громаді Рівненського району Рівненської області. Раніше було центром Майківської сільської ради. Населення становить 679 осіб. 

## Географія
Селом протікає річка Ревуха.

## Історія

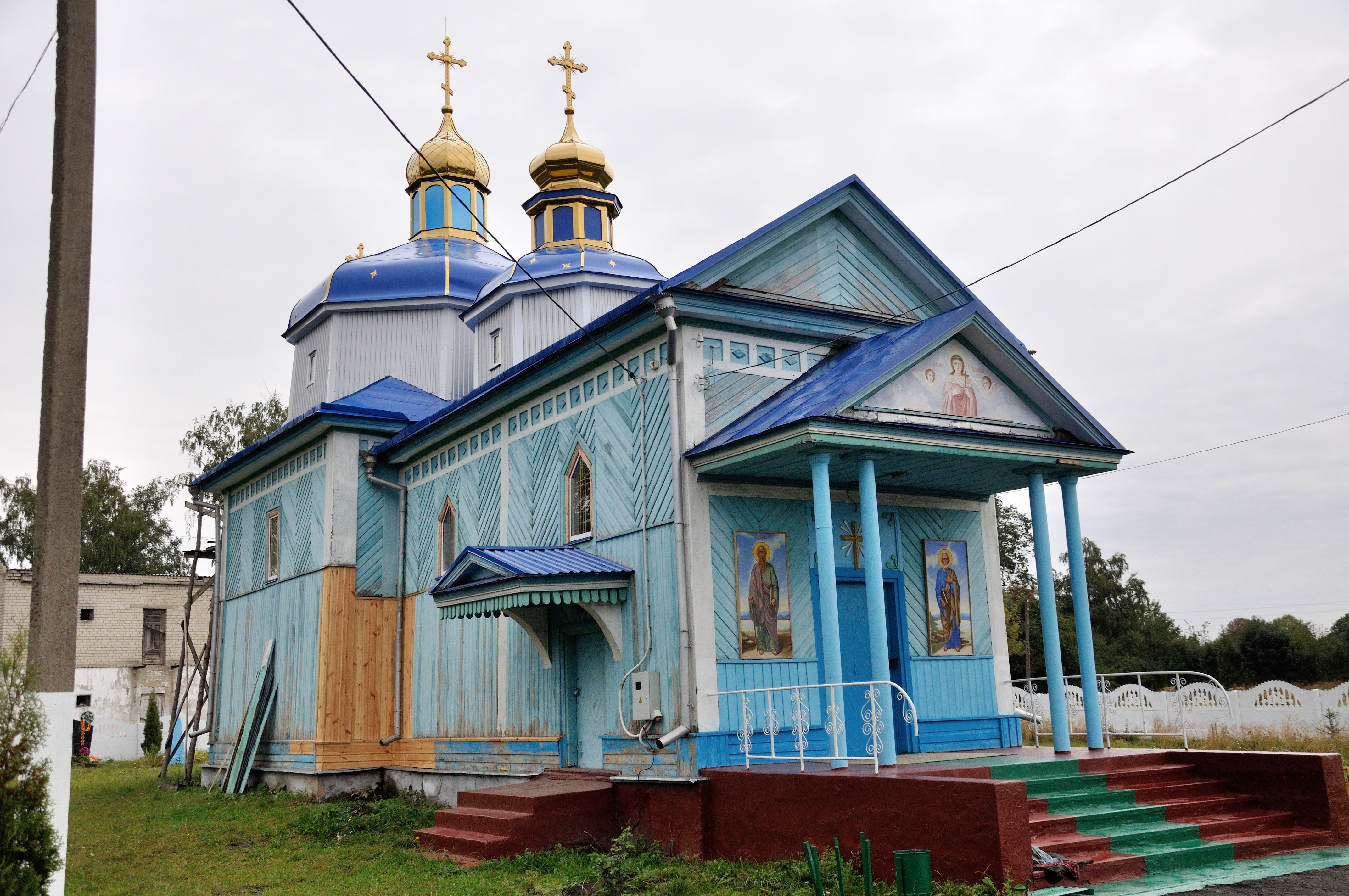
Церква Св. Параскеви, 1745 р. с. Майків,1.jpg

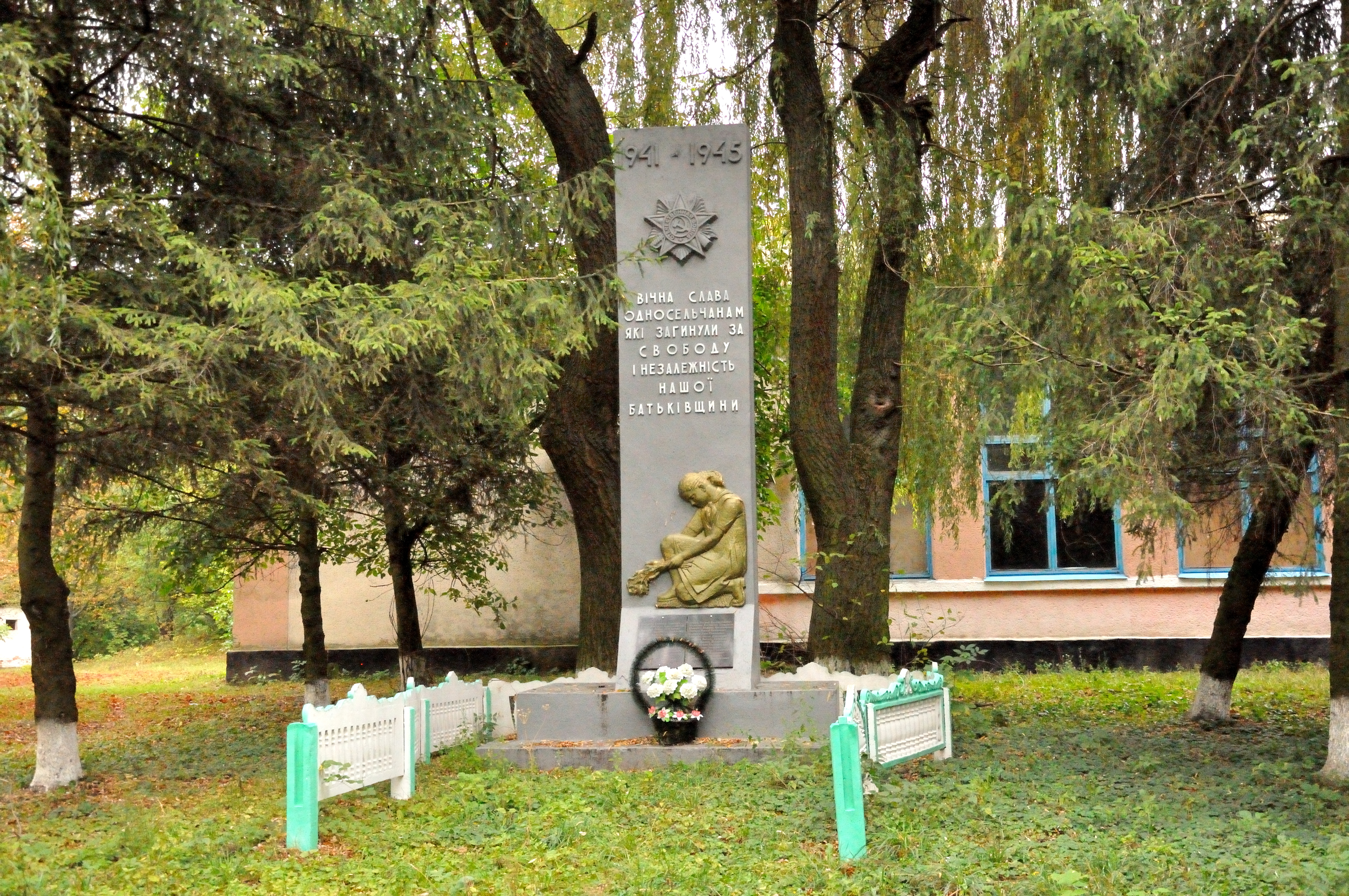
Пам'ятник воїнам-односельчанам, с. Майків,.jpg

У XVI - пер. пол. XVII ст. селом Майків (Маньков) володіли волинські шляхтичі Гостські. 1577 року згадуються Роман та Ярофій Гостські. У др. пол. XVIII - XIX ст. село у власності шляхтичів Бабинських, Ваневичів, Дзякевичів, Камінських, Мошинських, князів Четвертинських та інших. Всього в селі проживало понад 10 шляхетних родів. Кількість кріпосних селян згідно ревізії 1834 року — 534 особи.
У 1906 році село Довжанської волості Острозького повіту Волинської губернії. Відстань від повітового міста 33 верст, від волості 10. Дворів 192, мешканців 1122.
Протягом 1918 - 1920 років у складі Української Народної Республіки. З 1921 року у складі Польської Республіки, як прикордонне село. Від 17 вересня 1939 року в складі УРСР.
7 березня 1943 р. загін німецьких військових провів у цьому селі каральну операцію проти мирного населення. Про це згодом було повідомлено загін УПА, що дислокувався у лісі й відразу кинувся навперейми німецьким карателям. Загін УПА, що знаходився у цьому районі, зумів наздогнали німців вже за селом. В результаті кровопролитного бою було знищено близько 50 німецьких військових.
7 липня 1943 р. це село було спалене об'єднаною військовою групою німців, власівців та поляків. Проте вантажівка німецьких військових злочинців зазнала нападу біля церкви з боку місцевої боївки УПА під командуванням «Перця» (Пристопчук Федір Васильович). В ході бою німецьку злочинну групу було розбито.
12 червня 2020 року, відповідно до розпорядження Кабінету Міністрів України № 722-р від «Про визначення адміністративних центрів та затвердження територій територіальних громад Рівненської області», увійшло до складу Гощанської селищної громади.
19 липня 2020 року, в результаті адміністративно-територіальної реформи та ліквідації Гощанського району, село увійшло до складу новоутвореного Рівненського району.

## Населення

### Мова
Розподіл населення за рідною мовою за даними перепису 2001 року:
| Мова       | Кількість | Відсоток |
| ---------- | --------- | -------- |
| українська | 679       | 100%     |

## Постаті
- Рудик Юрій Володимирович (1971—2014) — солдат Збройних сил України, учасник російсько-української війни[7].